# KOI-2124.01
KOI-2124.01 — потенциальная экзопланета размером с Землю, обращается вокруг оранжевого карлика в зоне Златовласки каждые 42.3 дня. Известна тем, что является потенциально обитаемой экзопланетой.